# 日本の戦争責任資料センター
日本の戦争責任資料センター（にほんのせんそうせきにんしりょうセンター、Center for Research and Documentation on Japan's War Responsibility）は、日本の侵略戦争と戦争犯罪の実態を解明し、それらの戦争責任・戦後補償の問題について研究する、としている非営利団体。主に歴史関係での活動が多いが、法律、国際政治など各分野の専門家と市民運動家などが、ボランティアで参加している。

## 概要
1993年4月に発足、同年7月に慰安婦についての調査資料を日本政府に提出、その後も活動を続けており、シンポジウム、外国記者クラブでの発表、慰安婦問題に関する声明などを行っている。
- 共同代表

荒井信一（茨城大学名誉教授）
吉見義明（中央大学名誉教授）
藍谷邦雄（弁護士）
川田文子（文筆家）
- 事務局長

上杉聰（関西大学講師）
- 機関紙編集長

吉田裕 （一橋大学教授）
- 研究事務局長

林博史（関東学院大学教授）

## 活動
- 2007年4月17日、安倍晋三首相の訪米を前に、日本外国特派員協会で、女たちの戦争と平和資料館の西野瑠美子館長と共に慰安婦問題に関する記者会見を開き、アメリカ合衆国下院121号決議に否定的な首相を牽制した[1]。
- 2009年9月25日、VAWW-NETジャパンが慰安婦問題の立法解決の可能性を探るため、日本の戦争責任資料センターに所属する弁護士の藍谷邦雄を講師に招いた[2]。
- 2015年4月23日、日本軍「慰安婦」問題解決全国行動、女たちの戦争と平和資料館と共催で、韓国挺身隊問題対策協議会の尹美香代表と金福童を招き、「慰安婦」問題を解決するための政策提言シンポジウムを開催[3]。

## 機関誌
機関誌として、『季刊・戦争責任研究』を発行している。2007年6月夏号で通算56号。学術誌の体裁で、内容もそれに準じて主要記事には出典などが明記されている。掲載記事は、国会図書館蔵書検索および日本の戦争責任資料センターのウェブサイトで検索できる。一般の書店では扱っていない。